# Borssum
Borssum è una frazione (Stadtteil) della città di Emden, nel land della Bassa Sassonia, in Germania.

## Storia
Già comune autonomo, fu soppresso e incorporato a Emden nel 1928.